# Novo Partido Democrático
O Novo Partido Democrático (em inglês:  New Democratic Party; em francês:  Nouveau Parti démocratique), frequentemente chamado de NDP, é um partido político social-democrata e socialista do Canadá que compete tanto a nível federal como provincial durante as eleições. Faz parte do bloco de centro-esquerda na Câmara dos Comuns. O líder do partido a nível federal é Jagmeet Singh, eleito em 2017. O NDP possui atualmente os governos das províncias de Manitoba e Nova Scotia, além de já ter governado as províncias de Colúmbia Britânica, Ontário e Saskatchewan e o território do Yukon.

## Princípios e conquistas eleitorais
O NDP tem origens populistas, agrárias e socialistas. Apesar de ser um partido laico, formou grandes parcerias com grupos da esquerda cristã e o movimento do Evagelho Social, em particular a Igreja Unida do Canadá. Entretanto, o partido a nível federal ampliou sua base para incluir as preocupações da Nova Esquerda, como direitos LGBT, a paz mundial e a proteção ambiental.
O NDP atualmente defende as seguintes causas:
- Ampliação da proteção ao meio-ambiente
- Estabelecimento de normas nacionais para a segurança da água
- Aumento dos impostos de grandes corporações
- Redução da pobreza no Canadá
- Proteção aos direitos humanos
- Expansão do transporte público de alta qualidade
- Expansão do sistema público de saúde, incluindo plano odontológico e cobertura para medicamentos sob prescrição
- Políticas de assistência social que reflitam as necessidades dos cidadãos e apoiem seu retorno ao mercado de trabalho
- Igualdade de gêneros e direitos iguais para gays, lésbicas e transexuais
- Abolição do Senado e aumento da representação proporcional
- Defesa dos direitos dos trabalhadores, incluindo o aumento do salário mínimo para que possam ao menos manter o custo de vida
- Respeito aos tratados, terras e direitos constitucionais dos aborígenes
- Estabelecimento de uma política externa que enfatize a diplomacia, a manutenção da paz e a ajuda humanitária, ao invés de ações militares ofensivas
- Renegociação do Tratado Norte-Americano de Livre Comércio (NAFTA)
- Uma ala defende o fim da guerra às drogas e a legalização das drogas recreativas

O NDP nunca formou nenhum governo federal, mas exerce significativa influência durante os governos de minoria, como no atual. O partido gozou de grande influência durante os governos de minoria dos Liberais de Lester B. Pearson e Pierre Trudeau, devido ao fato de ser um grupo grande o suficiente na Câmara dos Comuns para decidir o resultado de votações quando os outros partidos estão divididos. O NDP já governou em metade das províncias do país e em um território. Atualmente o partido governa as províncias de Manitoba e Nova Scotia, forma a Oposição Oficial na Colúmbia Britânica e em Saskatchewan, além de possuir membros nas Assembleias de todas as províncias, com exceção de Québec (onde o partido não possui sede), New Brunswick (apesar de ter possuído um membro até 2006) e na Ilha do Príncipe Eduardo. O partido já formou governo nas províncias de Ontário, Saskatchewan e Colúmbia Britânica e no território de Yukon. Também formou a Oposição Oficial de Alberta na década de 1980.
Os Novos Democratas também são ativos no nível municipal, tendo eleito prefeitos, vereadores, e membros de conselhos escolares  — o prefeito de Toronto, David Miller, é o maior exemplo, apesar de não ter renovado sua afiliação partidária em 2007. A maioria dos titulares de cargos municipais no Canadá são normalmente eleitos como independentes ou como membros de partidos autônomos municipais.

## Líderes
1. Thomas Clement "Tommy" Douglas – 3 de agosto de 1961 a 23 de abril de 1971
2. David Lewis – 24 de abril de 1971 a 6 de julho de 1975
3. John Edward "Ed" Broadbent – 7 de julho de 1975 a 4 de dezembro de 1989
4. Audrey Marlene McLaughlin – 5 de dezembro de 1989 a 13 de outubro de 1995
5. Alexa Ann McDonough – 14 de outubro de 1995 a 24 de janeiro de 2003
6. John Gilbert "Jack" Layton – 25 de janeiro de 2003 a 22 de agosto de 2011
7. Thomas Mulcair – 24 de março de 2012 a 01 de outubro de 2017.
8. Jagmeet Singh – 01 de outubro de 2017 até a presente data.

## Resultados Eleitorais

### Eleições legislativas
| Data | Líder             | CI. | Votos     | %              | +/-   | Deputados | +/- | Status   | Notas                |
| ---- | ----------------- | --- | --------- | -------------- | ----- | --------- | --- | -------- | -------------------- |
| 1962 | Tommy Douglas     | 3.º | 1 044 754 | 13,57 / 100,00 |       | 19 / 265  |     | Oposição | Quarto partido       |
| 1963 | Tommy Douglas     | 3.º | 1 044 701 | 13,22 / 100,00 | 0,35  | 17 / 265  | 2   | Oposição | Quarto partido       |
| 1965 | Tommy Douglas     | 3.º | 1 381 658 | 17,91 / 100,00 | 4,69  | 21 / 265  | 4   | Oposição | Terceiro partido     |
| 1968 | Tommy Douglas     | 3.º | 1 378 263 | 16,96 / 100,00 | 0,95  | 22 / 264  | 1   | Oposição | Terceiro partido     |
| 1972 | David Lewis       | 3.º | 1 725 719 | 17,83 / 100,00 | 0,87  | 31 / 264  | 9   | Oposição | Terceiro partido     |
| 1974 | David Lewis       | 3.º | 1 467 748 | 15,44 / 100,00 | 2,39  | 16 / 264  | 15  | Oposição | Terceiro partido     |
| 1979 | Ed Broadbent      | 3.º | 2 048 988 | 17,88 / 100,00 | 2,44  | 26 / 282  | 10  | Oposição | Terceiro partido     |
| 1980 | Ed Broadbent      | 3.º | 2 165 087 | 19,77 / 100,00 | 1,89  | 32 / 282  | 6   | Oposição | Terceiro partido     |
| 1984 | Ed Broadbent      | 3.º | 2 359 915 | 18,81 / 100,00 | 0,96  | 30 / 282  | 2   | Oposição | Terceiro partido     |
| 1988 | Ed Broadbent      | 3.º | 2 685 263 | 20,38 / 100,00 | 1,57  | 43 / 295  | 13  | Oposição | Terceiro partido     |
| 1993 | Audrey McLaughlin | 5.º | 939 575   | 6,88 / 100,00  | 13,50 | 9 / 295   | 34  | Oposição | Sem estatuto oficial |
| 1997 | Alexa McDonough   | 4.º | 1 434 509 | 11,05 / 100,00 | 4,17  | 21 / 301  | 12  | Oposição | Quarto partido       |
| 2000 | Alexa McDonough   | 5.º | 1 093 868 | 8,51 / 100,00  | 2,54  | 13 / 301  | 8   | Oposição | Quarto partido       |
| 2004 | Jack Layton       | 3.º | 2 127 403 | 15,68 / 100,00 | 7,17  | 19 / 308  | 6   | Oposição | Quarto partido       |
| 2006 | Jack Layton       | 3.º | 2 589 597 | 17,48 / 100,00 | 1,80  | 29 / 308  | 10  | Oposição | Quarto partido       |
| 2008 | Jack Layton       | 3.º | 2 515 288 | 18,18 / 100,00 | 0,70  | 37 / 308  | 8   | Oposição | Quarto partido       |
| 2011 | Jack Layton       | 2.º | 4 508 474 | 30,63 / 100,00 | 12,45 | 103 / 308 | 66  | Oposição | Oposição Oficial     |
| 2015 | Thomas Mulcair    | 3.º | 3 461 262 | 19,71 / 100,00 | 10,92 | 44 / 338  | 59  | Oposição | Terceiro partido     |
| 2019 | Jagmeet Singh     | 4.º | 2 903 722 | 15,98 / 100,00 | 3,73  | 24 / 338  | 20  | Oposição | Quarto partido       |